# Gary Talton
William Gary Talton II (Dallas, Texas, 29 de marzo de 1990) es un baloncestista estadounidense que actualmente forma parte de la plantilla del BK Ogre de la Latvian–Estonian Basketball League. Con 1,86 metros de estatura, juega en la posición de base.

## Trayectoria deportiva

### Universidad
Tras pasar por el instituto, comenzó su etapa universitaria en el pequeño junior college de Navarro, jugando su segundo año en el de Mountain View, en Texas, donde se proclamaron campeones de la División III de la NJCAA, promediando 14,7 puntos y 6,8 asistencias por partido.
En 2011 fue transferido a los Flames de la Universidad de Illinois en Chicago, donde completó su carrera universitaria jugando dos temporadas más, en las que promedió 12,0 puntos, 3,7 rebotes, 3,9 asistencias y 1,0 robos de balón por partido. En su primera temporada fue incluido en el mejoj quinteto freshman de la Horizon League, mientras que en la segunda y última fue incluido en el segundo mejor quinteto absoluto.

### Profesional
Tras no ser elegido en el Draft de la NBA de 2013, si lo fue en el Draft de la NBA D-League, siendo seleccionado por los Rio Grande Valley Vipers en la decimosexta posición de la cuarta ronda. Allí jugó una temporada en la que promedió 9,9 puntos y 7,1 asistencias por partido.
A pesar de su buen inicio en la temporada siguiente, en la que estaba promediando 14,4 puntos y 13,5 asistencias por partido, en diciembre de 2014 fue traspasado a Fort Wayne Mad Ants a cambio de una futura primera ronda del draft. Allí acabó la temporada promediando 12,5 puntos y 6,0 asistencias por partido. Acabó la temporada como el cuarto mejor pasador de la liga, con un promedio total de 8,0 por partido, sólo superado por Larry Drew, Tim Frazier y David Stockton.
En octubre de 2015 fue traspasado a Delaware 87ers en un acuerdo a tres bandas, a cambio de los derechos sobre Gideon Gamble y una futura segunda ronda del draft de parte de los Sevens. Por otro lado, estos adquirían los derechos sobre Rodney Carney y una segunda ronda de los Oklahoma City Blue, a cambio de los derechos sobre J.P. Tokoto. Jugó 23 partidos, en los que promedió 7,4 puntos y 4,4 asistencias, hasta que en enero de 2016 fue traspasado a los Grand Rapids Drive, donde acabó la temporada con unos promedios de 8,9 puntos y 4,1 asistencias por encuentro.
En julio de 2016 salió por vez primera de su país para jugar profesionalmente, al fichar por el Rethymno Cretan Kings griego.